# Avril 1990

## Événements

### Dimanche1eravril 1990
- Victoire de Dale Earnhardt lors du TranSouth 500 sur le Darlington Raceway en NASCAR Winston Cup.
- Kurt Thiim remporte la manche belge du championnat DTM sur le circuit de Zolder.

### Mercredi4 avril 1990
- Belgique : le conseil des ministres constate l'impossibilité de régner du roi Baudouin pendant une durée de 36 heures.

### Dimanche8 avril 1990
- 8 avril : déclaration d'indépendance de la Hongrie vis-à-vis de l'Union soviétique.

### Jeudi12 avril 1990
- République démocratique allemande : le chrétien démocrate (CDU) Lothar de Maizière est élu dernier chancelier de la RDA

### Mardi24 avril 1990
- Lancement du télescope spatial Hubble par la navette spatiale Américaine Discovery lors de la mission STS-31.

### Samedi28 avril 1990
- Union européenne : au conseil européen de Dublin (sous présidence irlandaise), la communauté européenne se met d'accord sur la réunification allemande.

## Naissances
- 2 avril : Miralem Pjanić, footballeur bosnien.
- 3 avril : Nekfeu, rappeur français.
- 4 avril : Ahmad Joudeh, danseur néerlandais.
- 8 avril : Kim Jong-hyun (김종현), chanteur du boy band sud-coréen Shinee († 18 décembre 2017).
- 9 avril : Kristen Stewart, actrice américaine.
- 10 avril : Alex Pettyfer, acteur britannique.
- 11 avril : Dope Saint Jude, rappeuse, chanteuse, auteure-compositrice et productrice de musique sud-africaine.
- 15 avril : 
  - Emma Watson, actrice britannique.
  - Zine El Abidine Boulekhoua, footballeur algérien.
- 16 avril : Jules Sitruk, acteur français.
- 19 avril : Kim Him-chan, chanteur  (B.A.P)
- 20 avril : 
  - Luhan, chanteur et acteur chinois.
  - Soufiane Bidaoui, footballeur marocain.
  - Nathan French, joueur britannique de volley-ball.
  - Luba Golovina, trampoliniste géorgienne.
  - Hanna Łyczbińska, escrimeuse polonaise.
  - Özlem Kaya, athlète turque.
  - Audrey Tcheuméo, judokate française.
  - Laura Vanessa Vásquez, taekwondoïste salvadorienne.
- 21 avril : Juliette Lamboley, actrice française.
- 22 avril : Machine Gun Kelly, rappeur et acteur américain.
- 23 avril : Dev Patel, acteur britannique d'origine indienne.
- 26 avril : Jonathan dos Santos, footballeur mexicain.

## Décès
- 15 avril :  Greta Garbo, actrice américaine (° 18 septembre 1905).
- 17 avril : 
  - Michel Maury-Laribière, homme d'affaires et industriel français (° 12 avril 1920).
  - Ronald Evans, astronaute américain (° 10 novembre 1933).
- 18 avril : Frédéric Rossif, réalisateur français de films documentaires et animaliers (° 1922).
- 21 avril : Silvio Leonardi, ingénieur et homme politique italien, membre du Parti communiste. (° 16 juillet 1914)
- 23 avril : Paulette Goddard, actrice américaine (° 3 juin 1910).